# Walt Disney World Quest: Magical Racing Tour
Walt Disney World Quest: Magical Racing Tour är ett racingspel, utvecklat av Crystal Dynamics, och utgivet av Eidos Interactive, 2000.

## Handlingen
Handlingen är baserad på attraktionerna på Walt Disney World Resort, som är ett nöjesfält i USA, och ligger några mil utanför Orlando, Florida.
Spelet börjar med att Piff och Puff äter ekollon, och råkar slänga ned några ekollon i Disney Worlds fyrverkerimaskin, vilket leder till att den exploderar, och alla delarna flyger ut över Disney World, och det är spelarens uppgift att leta på delarna igen, vilket genomförs genom att vinna banorna.

## Figurerna
I spelet finns det 13 figurer; Piff och Puff, Polly Roger, Otto Plugnut, Moe Whiplash, Bruno Biggs, Amanda Sparkle, Tiara Damáge, Ned Shredbetter, Baron Karlott, X.U.D 71, Oliver Chickley III. Benjamin Syrsa är även med, dock bara som skådespelare.

## Banorna
Banorna är attraktioner på Walt Disney World Resort, i spelformat.
I spelet finns det 12 banor; Big Thunder Mountain Railroad, The Haunted Mansion, Jungle Cruise, Pirates Of The Caribbean, Space Mountain, Splash Mountain, Tomorrowland Speedway, Test Track, Rock N' Roller Coaster, Dinosaur, Disney's Blizzard Beach och Disney's Typhoon Lagoon.

## Utgivningsdatum
Spelet släpptes i Japan den 1 juni 1999, i Nordamerika den 23 mars 2000, och i Europa släpptes det den 23 juni 2000.